# 1694 au théâtre
| Années du théâtre : 1691 - 1692 - 1693 - 1694 - 1695 - 1696 - 1697    |
| Décennies du théâtre : 1660 - 1670 - 1680 - 1690 - 1700 - 1710 - 1720 |

## Événements
- Le gouverneur de la Nouvelle-France, Louis de Buade de Frontenac, encourage la représentation du Tartuffe à Québec par un théâtre amateur ; l'évêque de Québec, Jean-Baptiste de La Croix de Chevrières de Saint-Vallier, s'y oppose et émet le 16 janvier deux mandements interdisant d'assister à la représentation de la pièce ; il dénonce nommément Jacques Mareuil, officier de marine et comédien amateur qui devait jouer le rôle de Tartuffe. Mareuil est emprisonné le 14 octobre pour avoir participé aux répétitions ; il sera libéré sur l'intervention de Frontenac le 29 novembre. L'affaire arrive jusqu'à Versailles, où Mareuil et Saint-Vallier doivent s'expliquer ; les deux parties sont réprimandées et Saint-Vallier, qui refuse de démissionner peut retourner à son poste. Cette interdiction lancée contre le théâtre public persistera jusqu'à la fin du régime français à Québec[1].

## Pièces de théâtre publiées
- L'acteur et dramaturge Évariste Gherardi publie à Paris chez Guillaume de Luyne la première édition en 1 volume du recueil Le Théâtre italien ou Le recueil général de toutes les scenes Françoises qui ont été joué sur le Théâtre-Italien de l'Hostel de Bourgogne [2] ; il en publie en 1694 et 1696 des rééditions augmentées, et finalement en 1700 une édition en 6 volumes réunissant 55 comédies : Le théâtre italien de Gherardi, ou le Recueil général de toutes les comédies et scènes françaises jouées par les comédiens italiens du roi, pendant tout le temps qu'ils ont été au service. Enrichi d'estampes en taille-douce à la tête de chaque comédie, Paris, Jean-Baptiste Cusson et Pierre Wiite [3],[4].

## Pièces de théâtre représentées
- 8 janvier : Adherbal roy de Numidie, tragédie de Lagrange-Chancel, Comédie-Française, Paris.
- 27 janvier : Sancho Pança de Charles Dufresny, Comédie-Française, Paris.
- 10 février : La Naissance d'Amadis de Jean-François Regnard, Comédie-Italienne, Paris.
- 13 février : Médée, tragédie de Longepierre, Comédie-Française, Paris.
- 7 mai : Hercule et Omphale de Brueys et Palaprat, Comédie-Française, Paris.
- 19 mai : Attendez-moi sous l'orme de Jean-François Regnard et Charles Dufresny, Comédie-Française, Paris.
- 3 juillet : La Sérénade de Jean-François Regnard, Comédie-Française, Paris.
- 2 août : Le Café de Jean-Baptiste Rousseau, Comédie-Française, Paris.
- 19 août : Les Mots à la mode d'Edme Boursault, Comédie-Française, Paris.
- 24 août : Le Départ des comédiens de Charles Dufresny, Comédie-Italienne, paris.
- 30 septembre : Les Vendanges de Dancourt, Comédie-Française, Paris.
- 29 novembre : Le Triomphe de l'hiver de Jean de Palaprat, Comédie-Française, Paris.
- 22 décembre : Germanicus, tragédie de Nicolas Pradon, Comédie-Française, Paris.
- L'Important de court, comédie de David Augustin de Brueys.

## Naissances
- 4 août : Étienne-François Avisse, dramaturge français, mort le 23 décembre 1747.
- 21 novembre : Voltaire

## Décès
- 7 décembre : Tiberio Fiorilli, acteur italien de la commedia dell’arte, créateur du personnage de Scaramouche, né le 9 novembre 1608.